# Songpa (métro de Séoul)
Songpa (en coréen : 송파역) est une station de passage de la ligne 8 du métro de Séoul. Elle est située, 479 Garak-dong, dans l'arrondissement de Songpa-gu, à Séoul en Corée du Sud.

## Situation sur le réseau

Plan du réseau (2023)

## Histoire

La station avant la pose des portes palières
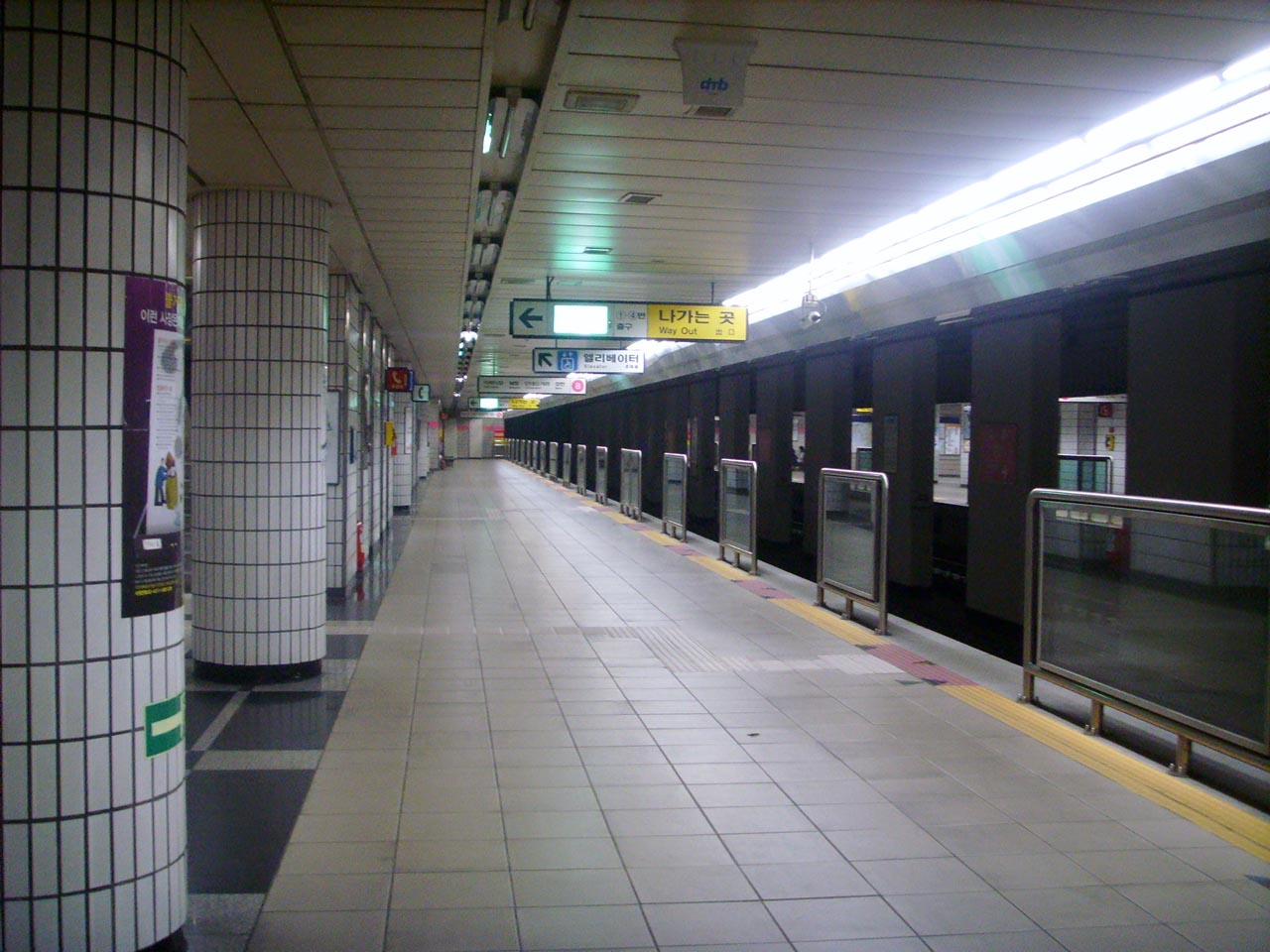
En 2007.
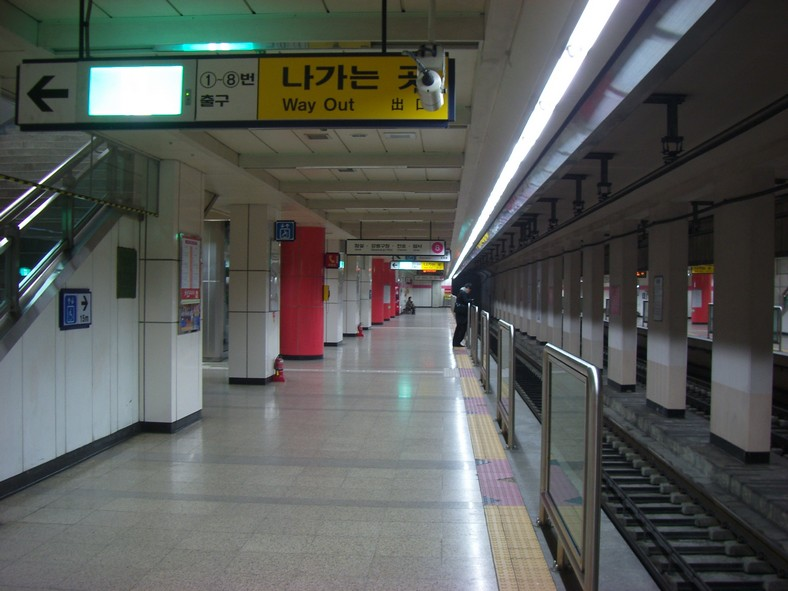
En 2007.
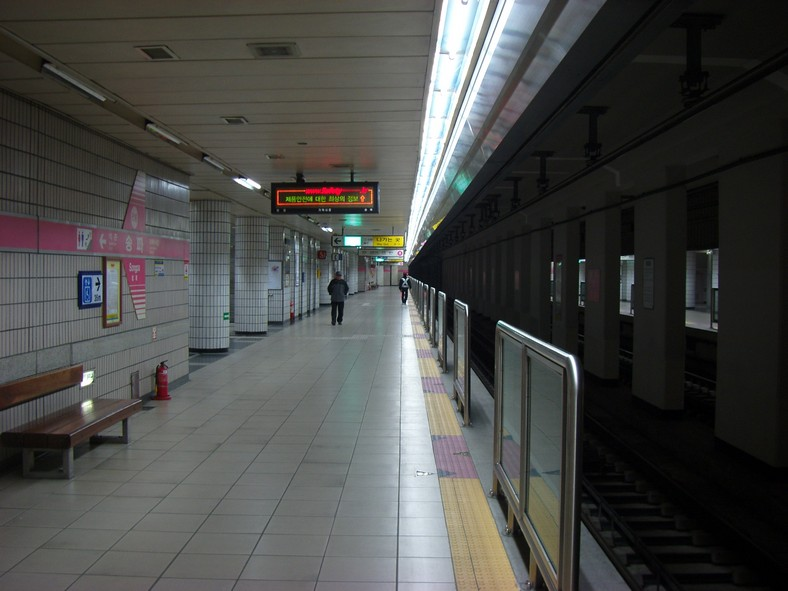
En 2007.

## Services aux voyageurs

### Desserte

Installations
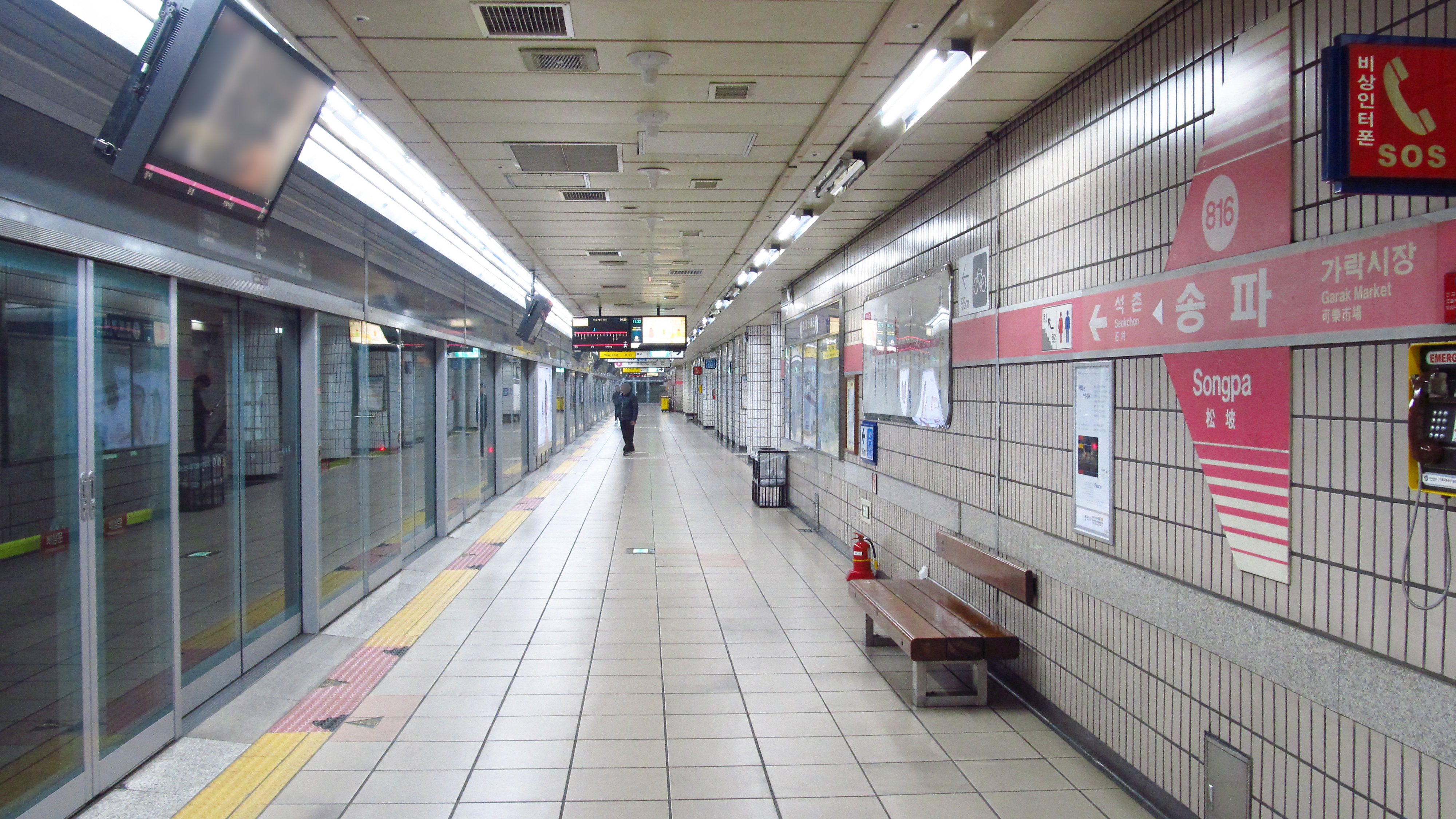
En 2018.
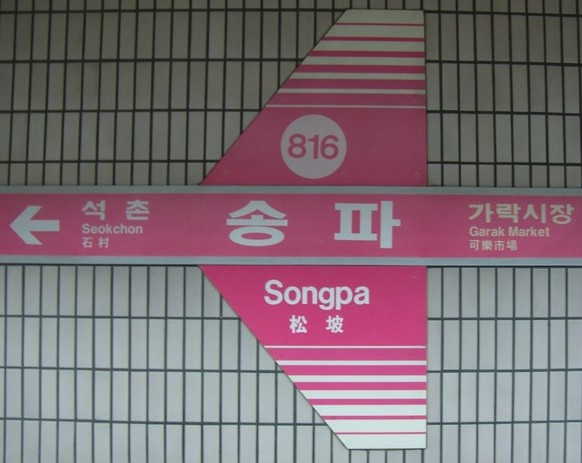
En 2011.